# Zoltán Béres
Zoltán Béres, född den 19 januari 1970 i Nyírbátor, Ungern, är en ungersk boxare som tog OS-brons i lätt tungviktsboxning 1992 i Barcelona. I semifinalen besegrades Béres av ukrainaren (men tävlande för Förenade laget) Rostislav Zaulichniy.